# Jorge Cervantes García
Jorge Cervantes García (Contramaestre, Santiago de Cuba, 24 de diciembre de 1968) es un activista disidente cubano. Pertenece a la Unión Patriótica de Cuba.

## Vida
Pasó 14 años en prisión y fue liberado en junio de 2010. El 29 de mayo de 2011 fue nuevamente encarcelado por colocar carteles de crítica, por denunciar la muerte del preso político Wilmar Villar Mendoza a manos del gobierno de Raúl Castro, en lugares públicos y condenado a 4 años más por su continuidad como activista anticomunista. Tras ingresar en prisión, inició una larga huelga de hambre como medida de protesta por su privación de libertad. En junio es hospitalizado por su deteriorado estado de salud. A finales de junio el gobierno cubano le concede sus peticiones y aprueba su libertad condicional. El gobierno cubano lo libera el 11 de agosto de ese mismo año.
Contribuyó a la creación de la Unión Patriótica de Cuba al salir de prisión en agosto de 2011, desde entonces ha militado en dicha organización. El 19 de febrero de 2012 fue arrestado de nuevo junto a otros activistas. Posteriormente es detenido en su casa Tras varias detenciones, ingresa en prisión en 2013 por un período de tiempo indeterminado, encontrándose en la prisión de Las Tunas.